# Хелловін 4: Повернення Майкла Маєрса
«Хелловін 4: Повернення Майкла Маєрса» (англ. Halloween 4: The Return of Michael Myers) — американський фільм жахів режисера Дуайта Х. Літтла.

## Сюжет
Майкл Маєрс повертається, зробивши втечу при транспортуванні з однієї психіатричної клініки в іншу. У ніч передодня всіх святих він знову з'являється в рідному місті, винищуючи всіх на своєму шляху до головної жертви — маленької племінниці Джеймі…

## У ролях
| Актор            | Роль                        |
| ---------------- | --------------------------- |
| Дональд Плезенс  | доктор Сем Луміс            |
| Еллі Корнелл     | Рейчел Каррутерс            |
| Даніель Гарріс   | Джеймі Ллойд                |
| Джордж П. Вілбур | Майкл Маєрс                 |
| Майкл Патакі     | доктор Гоффман              |
| Бо Старр         | шериф Бен Мікер             |
| Кетлін Кінмонт   | Келлі Мікер                 |
| Саша Дженсон     | Бреді                       |
| Джін Росс        | Ерл                         |
| Кармен Філпі     | Преподобний Джексон П. Сеєр |
| Реймонд О'Коннор | охоронець                   |
| Джефф Олсон      | Річард Каррутерс            |
| Карен Олстон     | Дарлін Каррутерс            |
| Ненсі Боргеніхт  | жінка супровідник           |
| Девід Дженсен    | чоловік супровідник         |
| Ренд Кеннеді     | солдат 1                    |
| Дон Гловер       | солдат 2                    |
| Роберт Кондер    | солдат 3                    |
| Річард Джукес    | солдат 4                    |
| Джордан Бредлі   | Кайл                        |

| Актор           | Роль                      |
| --------------- | ------------------------- |
| Річі Кумба      | хлопець                   |
| Стефані Деес    | дівчина                   |
| Леслі Л. Роланд | Ліндсі                    |
| М.Дж. МакДоннел | помічник доктора Гоффмана |
| Гарлоу Маркс    | енергетик                 |
| Річард Стей     | Wade                      |
| Денні Рей       | Томмі                     |
| Майкл Флінн     | заступник Пірс            |
| Беверлі Роуленд | літня жінка               |
| Джордж Салліван | заступник Логан           |
| Рон Гаррісон    | Hick Kid                  |
| Тамі Сандерс    | ведуча                    |
| Волт Логан Філд | Унгер                     |
| Майкл Рууд      | Великий Ел                |
| Ерік Гарт       | Оррін Гетавей             |
| Донре Семпсон   | поліцейський              |
| Келлі Лукінленд | офіціантка                |
| Ерік Престон    | малий Майкл Маєрс         |
| Девід Волкер    | психічно хворий           |

## Цікаві факти
- Джордж П. Вілбур носив під комбінезоном хокейні обладунки, щоб виглядати солідніше.
- У сценарії Джеймі звали Брітані, але буквально напередодні зйомок її «перейменували» на честь Джеймі Лі Кертіс.
- Коли Джеймі і доктор Луміс приходять до школи Джеймі, на одній з дверей, повз яку вони проходять, може бути помічений паперовий силует, схожий на будинок Маєрсів.
- Дональд Плісенс погодився зніматися тільки тому, що йому сказали, що відновлення серіалу схвалив Джон Карпентер, що було неправдою: він навіть не читав сценарій.
- Фільм знімали в Солт-Лейк Сіті.
- Фільм знімався впродовж 41-го дня, з яких 36 днів довелося на участь Еллі Корнелл і Даніель Харріс.
- На роль Джеймі пробувалася Мелісса Джоан Харт, а на роль Рейчел — Ребекка Шеффер.
- Алан Б. МакЕлрой написав сценарій за одинадцять днів.
- Магазин, у якому Джеймі набуває костюм, згодом буде задіяний в серіалі «Протистояння» (1994).
- У школі, коли Майкл нападає на Луміса, у його масці біле волосся. Ця сцена знімалася однією з перших. Передбачалося задіяти оригінальну маску Майкла з першого «Хелловіна», але за минулі реальні десять років її волосся остаточно вицвіло. На практиці ж Майкл-«блондин» не здавався творцям вражаючим, тому довелося зробити нову маску, а заодно перезняти кілька сцен.
- У сценарії після того, як Майкл жбурляє Луміса у двері, Джеймі забігає в найближчу класну кімнату і ховається під однією з парт. Майкл заходить в клас і починає слідувати за нею по п'ятах, на ходу перекидаючи парти. Жоден кадр з цієї сцени не був знятий, але Мустафа Аккад запам'ятав її концепцію в майбутньому відтворив у «Хелловін: 20 років потому».
- Планувалося, що фільм почнеться зі сцени, де буде показано, як докторові Лумісу вдалося вижити під час вибуху в госпіталі у фіналі другої частини, але пізніше було прийнято рішення не показувати ніякого зв'язку з попередніми частинами, і тому сцена не знімалася.
- У сценарії шериф Мікер був убитий Майклом в підвалі свого будинку. При цьому в ході вбивства була пошкоджена піч опалення і в результаті в будинку шерифа спалахувала пожежа. Згодом саме через нього Джеймі і Рейчел вибиралися на дах. Але через бюджетні обмеження від пожежі відмовилися, а персонажу Бо Старр «зберегли життя».
- У сценарії Рейчел таранила Майкла вантажівкою п'ять разів, під час зйомки це скоротили до трьох, а при фінальному монтажі звели до одного разу.

## Саундтрек
| Список треків | Список треків              | Список треків |
| #             | Назва                      | Тривалість    |
| ------------- | -------------------------- | ------------- |
| 1.            | «Halloween 4 (The Return)» | 3:20          |
| 2.            | «Jamie's Nightmare»        | 3:13          |
| 3.            | «Garage»                   | 2:40          |
| 4.            | «Be Back By 9:30»          | 1:53          |
| 5.            | «Return of the Shape»      | 6:50          |
| 6.            | «Schoolhouse»              | 2:35          |
| 7.            | «Power Company»            | 2:47          |
| 8.            | «Police Station»           | 3:17          |
| 9.            | «Downstairs Alone»         | 3:06          |
| 10.           | «Myer's Finale»            | 4:44          |
| 11.           | «Halloween 4 Reprise»      | 3:25          |
| 37:49         |                            |               |